# Pets.com

Handdockan som Pets.com använde i sin marknadsföring och som kom att bli kultförklarad.

Pets.com var ett amerikanskt webbföretag grundat i november 1998. Företaget, som hade sitt huvudkontor i San Francisco, sålde husdjurstillbehör på webben. Pets.com har kommit att bli en symbol för de företag som övervärderades och gick under i IT-bubblan i USA. Företaget börsintroducerades i februari 2000 och i november samma år gick det i konkurs.

## Historia
Pets.com grundades i november 1998 av Greg McLemore och Eva Woodsmall och köptes i början av 1999 av IT-entreprenören Julie Wainwright. En av företagets första investerare var Amazon och i rask takt köpte de upp den största konkurrenten och investerade i lagerlokaler och logistik.
Pets.com satsade mycket pengar på sin marknadsföring; 1999 la de 11,8 miljoner dollar på marknadsföring samtidigt som omsättningen låg på 619 000 dollar. Företagets maskot och ansikte utåt var en enkel handdocka föreställande en hund. I marknadsföringskampanjen ingick bland annat en TV-sänd reklamfilm som visades under Superbowl-finalen i januari 2000, stora reklamtavlor utomhus och ett Pets.com-magasin som skickades ut till en miljon husdjursägare. Handdockan blev mycket populär, nådde kultstatus och intervjuades i stora magasin People och deltog i den uppmärksammade Macy's Thanksgiving Day Parade i New York.
Vinsterna för Pets.com uteblev bland annat för att de saknade kunder då stora delar av den amerikanska befolkningen vid denna period ännu inte hade internetuppkoppling. Ett annat, större, problem var att de förlorade pengar på varje kund. I sina försök att locka kunder såldes varorna på webbplatsen för en tredjedel av inköpskostnaden. Företaget utlovade även fri frakt, men att skicka tunga paket med bland annat kattsand över hela USA kom att bli en stor utgift.